# Anna Dekking-van Haeften

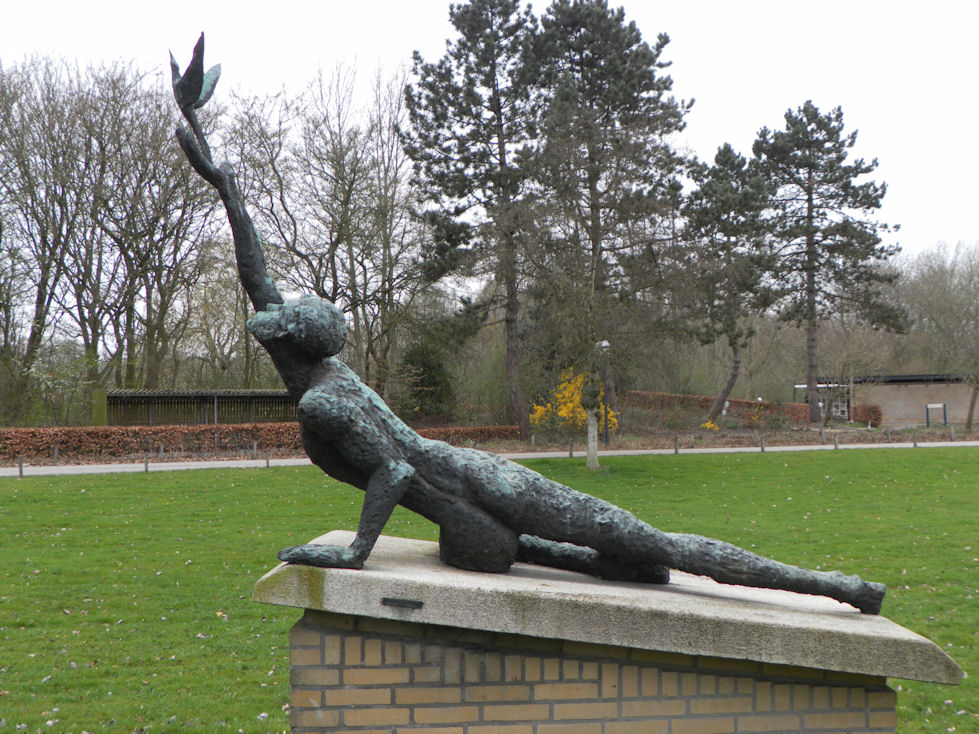
Leven en dood, 1962

Anna Augusta Dekking-van Haeften (* 17. Februar 1903 in Batavia; † 29. Dezember 1985 in Groningen) war eine niederländische Bildhauerin und Zeichnerin.

## Leben
Anna Dekking-van Haeften wurde 1903 in Batavia, dem heutigen Jakarta, in Niederländisch-Indien  als Tochter von Frederik Willem van Haeften und Charlotte Francis geboren. Sie wuchs mit den Geschwistern Frederik Ernst van Haeften, Magdalena Agathe van Haeften, Timon August van Haeften und Magdalena Adriana van Haeften auf. Nach der Rückkehr der Familie in die Niederlande besuchte sie von 1921 bis 1924 die Koninklijke Academie van Beeldende Kunsten in Den Haag und studierte Bildhauerei bei Johan van Zweden und Gijs Jacobs van den Hof in Arnhem. Ab etwa 1925 war sie zunächst hauptsächlich als Porträtkünstlerin tätig, später wechselte sie zur Bildhauerei.
Anna Dekking-van Haeften heiratete 1927 in Wassenaar den Augenarzt Henri Marinus Dekking (1902–1966). Sie hatten drei Töchter, Elsa, Paula und die zuletzt 1936 in Nijmegen geborene Marianne. Ab 1946 lebte die Familie in Groningen, wo Henri Marinus Dekking 1947 Professor an der dortigen Universität wurde. Von 1952 bis 1953 nahm Anna Dekking-van Haeften in Paris Unterricht beim französischen Bildhauer Karl-Jean Longuet und erhielt ab 1956 große Skulpturenaufträge.
Anna Dekking-van Haeften starb 1985 in Groningen.

## Werk
Anna Dekking-van Haeften war als Zeichnerin, Bildhauerin und Malerin als auch als Zeichenlehrerin für die Studentinnen-Vereinigung Magna Pete tätig. Sie war von 1951 bis 1963 Mitglied der Künstlervereinigung De Ploeg in Groningen und ab 1963 des Grafisch Centrum Groningen und beteiligte sich regelmäßig an deren Ausstellungen. Sie schuf vor allem naturalistische bis abstrahierende Darstellungen von Menschen, oft Frauen, aber auch von Tieren und fertigte Porträtbüsten und Skulpturen. Zu ihren Werkstoffen gehörten Gips, Bronze, Holz, Elfenbein, Draht und Zement. Daneben fertigte sie auch Zeichnungen und Lithografien. Zu ihren bekanntesten Werken gehören Leven en dood und De Formule of Tasten in Groningen sowie das Kriegerdenkmal in Delfzijl.
Werke im öffentlichen Raum (Auswahl):
- 1956: Oorlogsmonument, Denkmal zum Gedenken an 49 Schüler und ehemalige Schüler der Noorderkweekschool voor de zeevaart „Abel Tasman“, die während der Besatzungsjahre starben, ehemalige Schifffahrtsschule Zeevaartschool Abel Tasman, Abel Tasmanplein, Delfzijl[9]
- 1958: Ohne Titel (vier Drahtfiguren), Jacob van Ruysdaelstraat, Groningen
- 1962: Leven en dood (De zielevogel krijgt de vrijheid), Crematoriumlaan 6, Krematorium von Groningen
- 1963: Nog bij moeder oder Ot en Sien, Zementskulptur, A. van Ostadestraat, Groningen
- 1963: Saal van Zwanenberg, Bronze, 1965 eingeweiht, Organon, Oss
- 1964: Brunnen, Bronze, Natuurkundig Laboratorium, Rijks-Universität, Groningen[4]
- 1965: Affect (Tasten), ab 1999 nur teilerhalten, Westersingel 34, Groningen[10]
- 1976: Harold C. Urey, Büste, Revelle-Campus, University of California, San Diego[6]

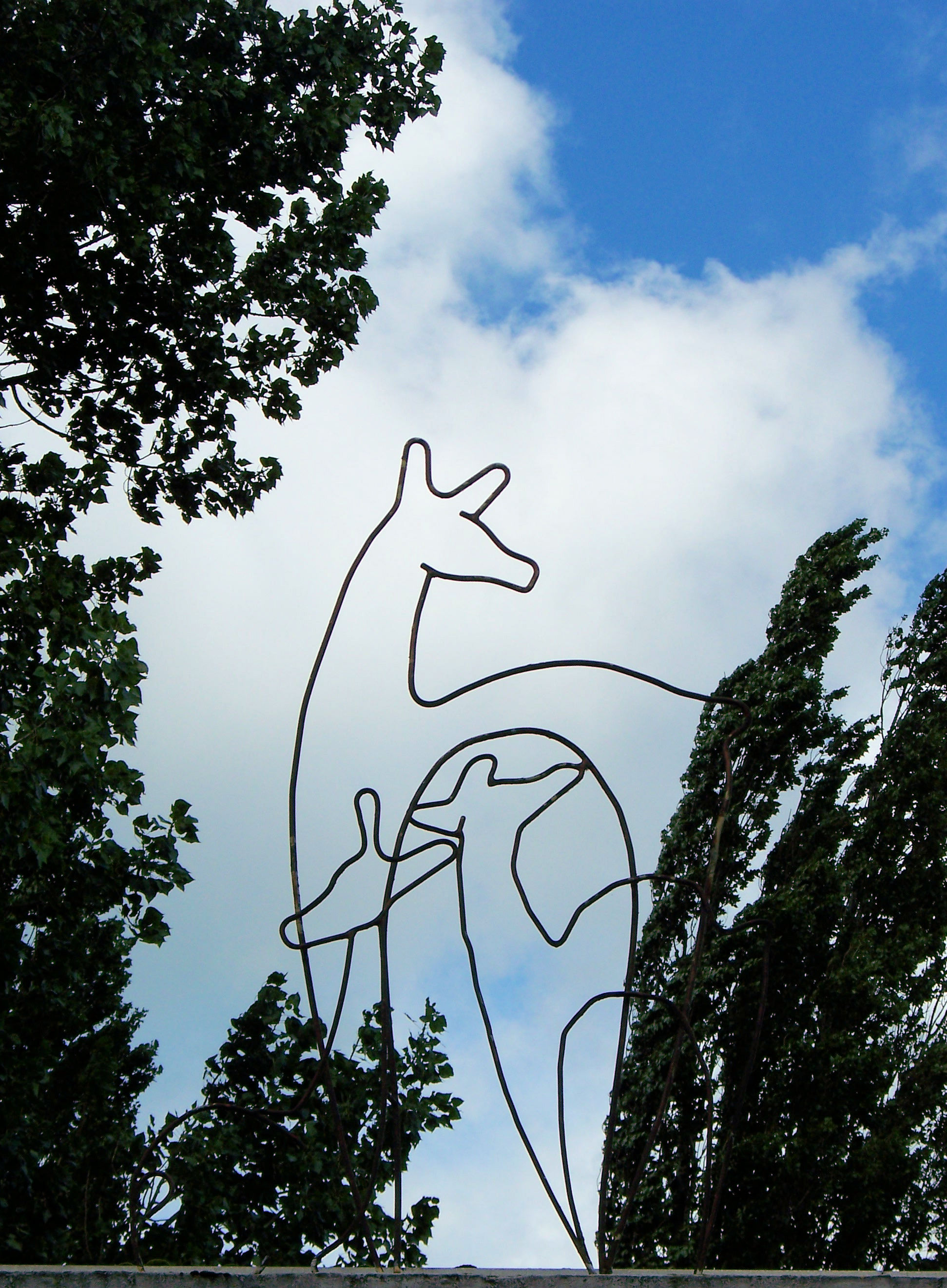
Drahtfiguren
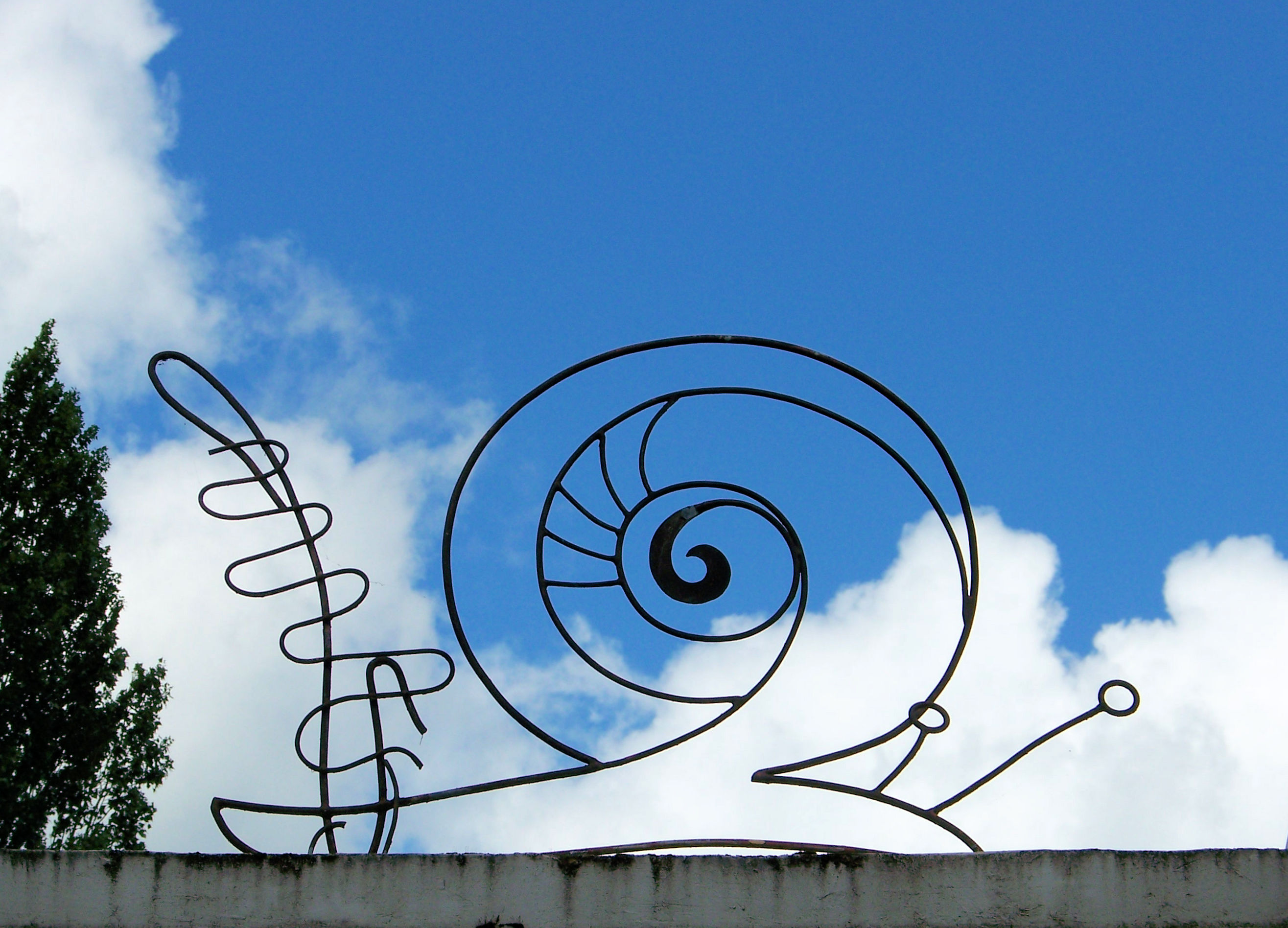
Drahtfiguren
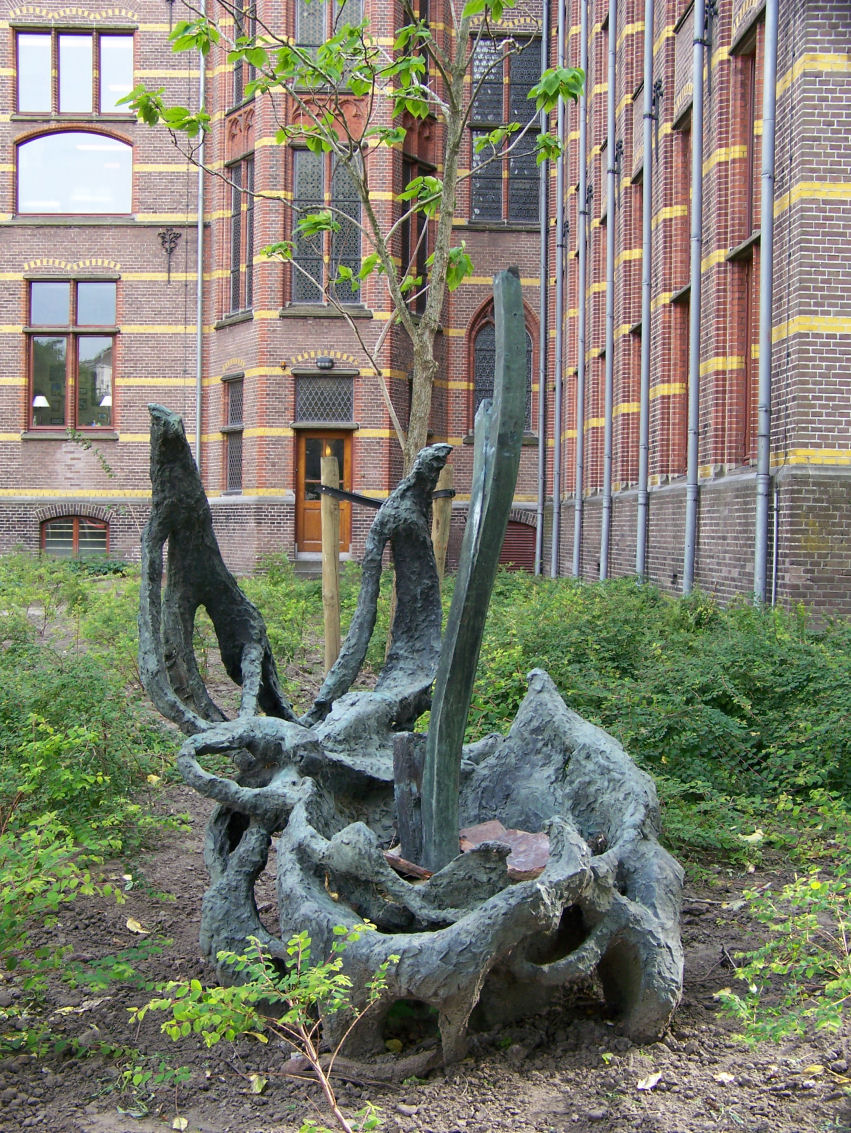
Affect (Tasten)
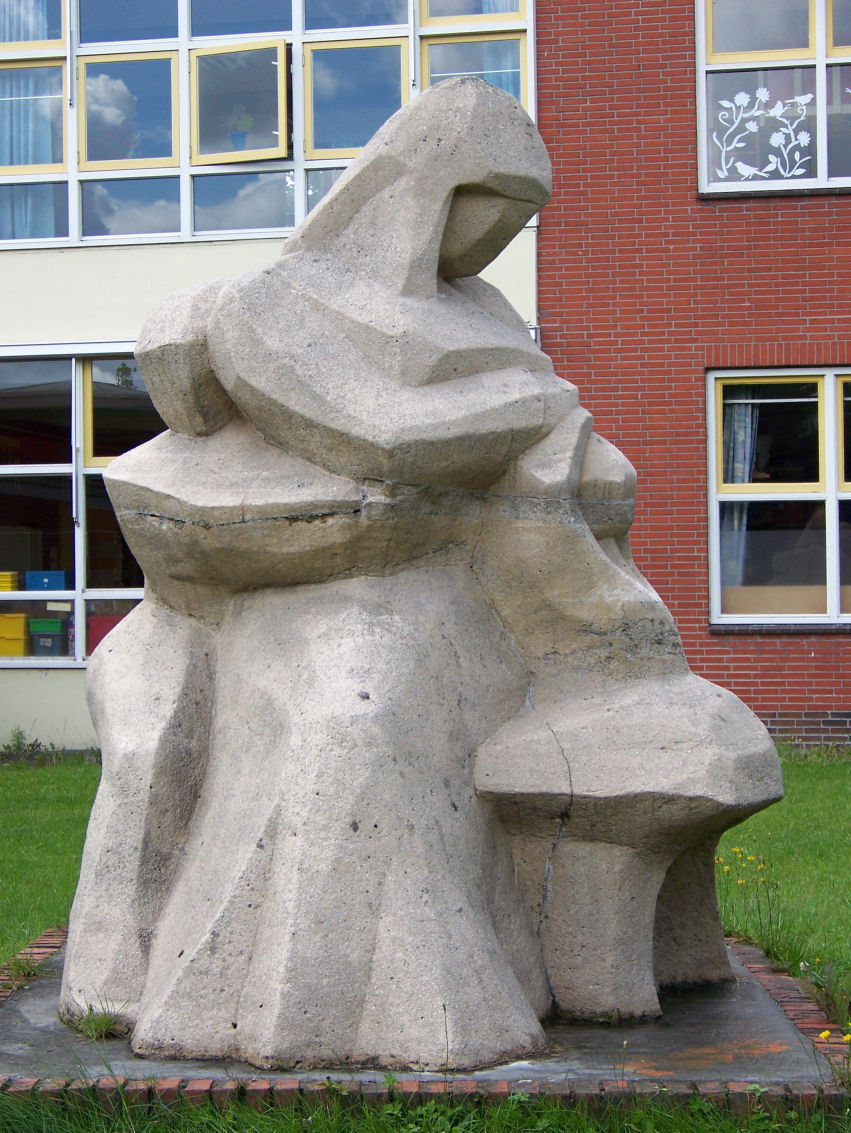
Nog bij moeder
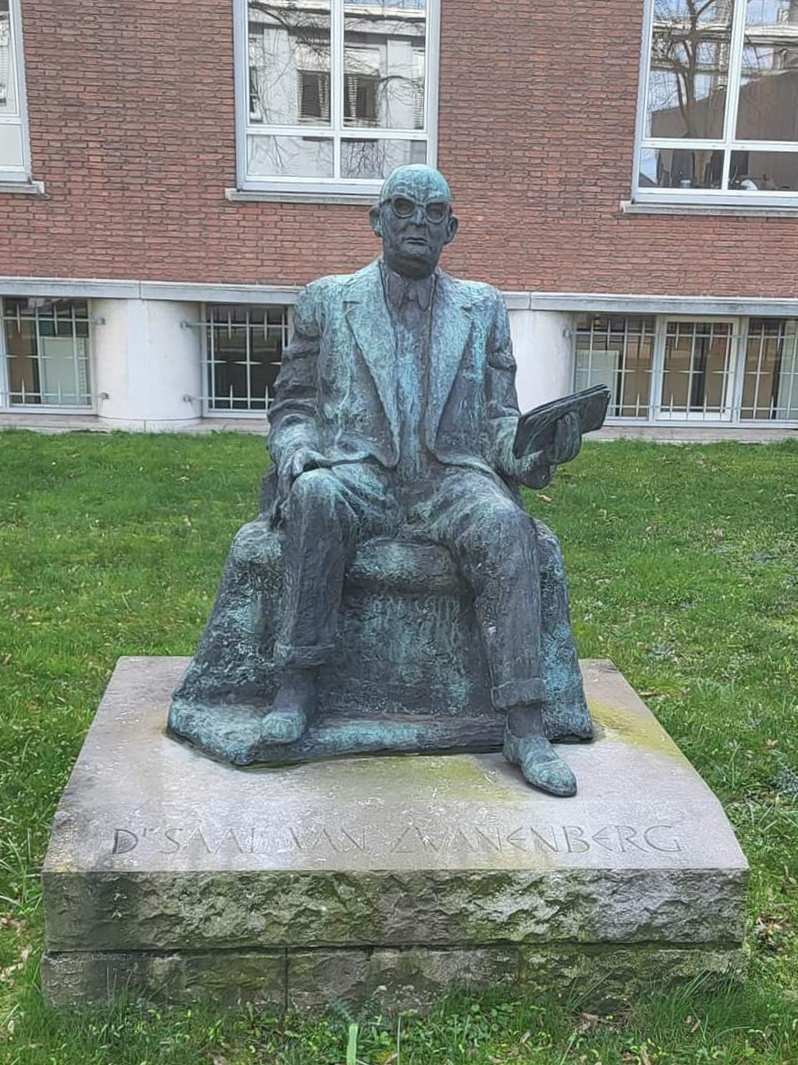
Saal van Zwanenberg
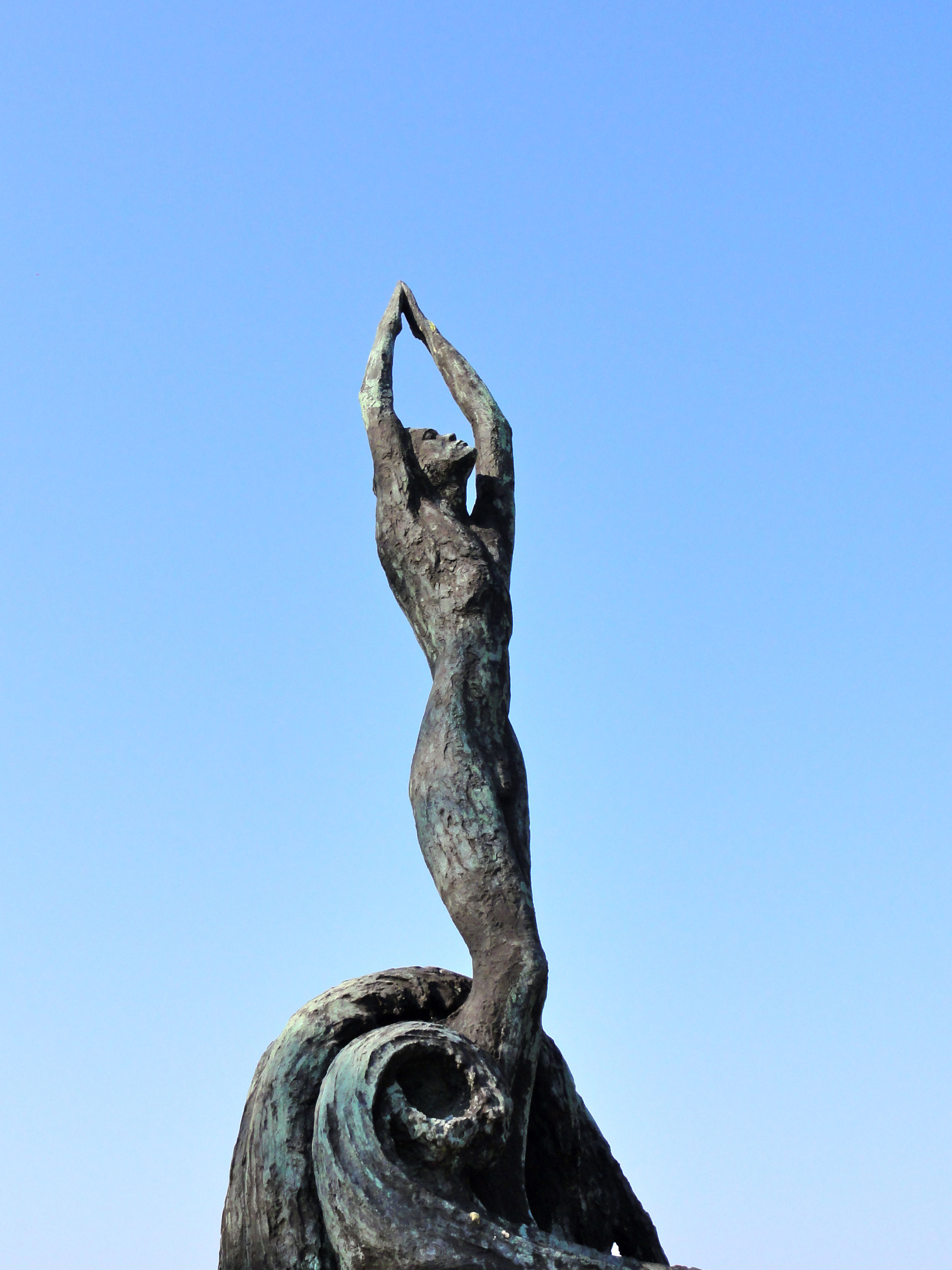
Oorlogsmonument

## Ausstellungen (Auswahl)
- 1950: 60 Groningen, Kunstzaal De Mangelgang, Groningen
- 1950: Vereinigung De Ploeg, Groningen
- 1951–83: Genootschap Pictura, Groningen
- 1957: Jeune sculpture, Musée Rodin, Paris
- 1968: Museum voor Stad en Lande, Groningen
- 1968: Salon des artistes français, Grand Palais, Paris[4]
- 1972: Groninger Museum[8]